# Michael Weigl (Politikwissenschaftler)
Michael Weigl (* 1971 in München) ist ein deutscher Politikwissenschaftler.

## Leben
Nach dem Abitur in Pfaffenhofen an der Ilm wandte sich Weigl zunächst dem Journalismus zu. Er absolvierte ein Volontariat beim Wolnzacher Anzeiger und arbeitete anschließend als Redakteur beim Donaukurier in Ingolstadt. Von 1994 an studierte er Bayerische Landesgeschichte, Neuere und Neueste Geschichte und Politische Wissenschaft an der Universität München. 1999 erlangte er den Abschluss als Magister Artium. 2002 wurde er am Institut für Bayerische Geschichte der LMU zum Dr. phil. promoviert. Für seine Promotionsschrift wurde er 2003 mit dem Michael-Doeberl-Preis ausgezeichnet.
Bis März 2013 war er wissenschaftlicher Assistent von Werner Weidenfeld und Leiter der Forschungsgruppe Deutschland des Centrums für angewandte Politikforschung.
Nachdem Werner Weidenfeld im März des Jahres 2013 das Geschwister-Scholl-Institut verließ und Klaus H. Goetz seine Nachfolge übernahm, verblieb Weigl als wissenschaftlicher Assistent an dessen Lehrstuhl für Politische Systeme und Europäische Integration. Seit Oktober 2014 ist er als akademischer Beamter am Lehrstuhl für Politikwissenschaft an der Universität Passau tätig.
Seine wissenschaftlichen Schwerpunkte sind die Parteien- und Wahlforschung sowie die bayerische Landespolitik. Des Weiteren forscht er zu Themen der Identitätspolitik, insbesondere zu deutsch-tschechischen Beziehungen.

## Veröffentlichungen
- Die CSU. Akteure, Entscheidungsprozesse und Inhalte einer Partei am Scheideweg. (= Schriftenreihe „Die politischen Parteien der Bundesrepublik Deutschland“). Nomos, Baden-Baden 2013, ISBN 978-3-8329-5298-3.
- Tschechen und Deutsche als Nachbarn: Spuren der Geschichte in grenzregionalen Identitäten. Mit Beiträgen von Václav Houžvička und Lukáš Novotný sowie einem Vorwort von Werner Weidenfeld. Nomos, Baden-Baden 2008, ISBN 978-3-8329-3316-6.
- Das Bayernbild der Repräsentanten Österreichs in München 1918–1938. Die diplomatische und konsularische Berichterstattung vor dem Hintergrund der bayerisch-österreichischen Beziehungen. Zugl. Diss. Univ. München 2002 unter dem Titel: Beobachtungen von einem „heiklen“ Posten. Europäische Hochschulschriften, Reihe 3, Geschichte und ihre Hilfswissenschaften Band 1013. Lang, Frankfurt/M. / Berlin u. a. 2005, ISBN 978-3-631-53344-4.
- Mit Lars C. Colschen und Daniel von Hoyer: Profis hinter den Kulissen: bürokratische Regime im internationalen Prozess zur deutschen Einheit. Schriftenreihe der Forschungsgruppe Deutschland Band 13, München 2002, ISBN 978-3-933456-22-9.

Herausgeber
- Mit Manuela Glaab (Hrsg.): Politik und Regieren in Bayern. Springer VS, Wiesbaden 2013, ISBN 978-3-531-16037-5.
- Mit Manuela Glaab, Werner Weidenfeld (Hrsg.): Deutsche Kontraste: 1990–2010; Politik – Wirtschaft – Gesellschaft – Kultur. Campus-Verlag, Frankfurt/M. / New York 2010, ISBN 978-3-593-39279-0.
- Folgenlose Nachbarschaft? Spuren der DDR-Außenpolitik in den deutsch-tschechischen Beziehungen. Lit, Hamburg Münster 2006, ISBN 978-3-8258-8552-6.